# Козјак (језеро)
Језеро Козјак (мкд. езеро Козјак) је вештачко језеро у западном делу Северне Македоније. Језеро је дугачко 32 km. Максимална дубина језера достиже 130 метара, а максимална ширина износи 400 метара. Максимална кота језера је 469,9 m са капацитетом од око 380 милиона m³ воде. Има веома богат рибљи фонд.

## Флора и фауна
| Врсте                  | Научни назив            | Слика                  |
| ---------------------- | ----------------------- | ---------------------- |
| пастрмка               | Salmo macedonicus       |                        |
| крап                   | Cyprnus carpio          | Крап                   |
| калифорнијска пастрмка | Oncorhynchus mykiss     | калифорнијска пастрмка |
| клен                   | Leuciscus cephalus      | Клен                   |
| скобал                 | Chondrostoma nasus      | Скобуст                |
| мрена                  | Barbus barbus           | Мрена                  |
| гомнушка               | Alburnoides bipunctatus | Гомнушка               |
| јегуља                 | Anguilla anguilla       | Јагула                 |